# Barri de Sant Antoni

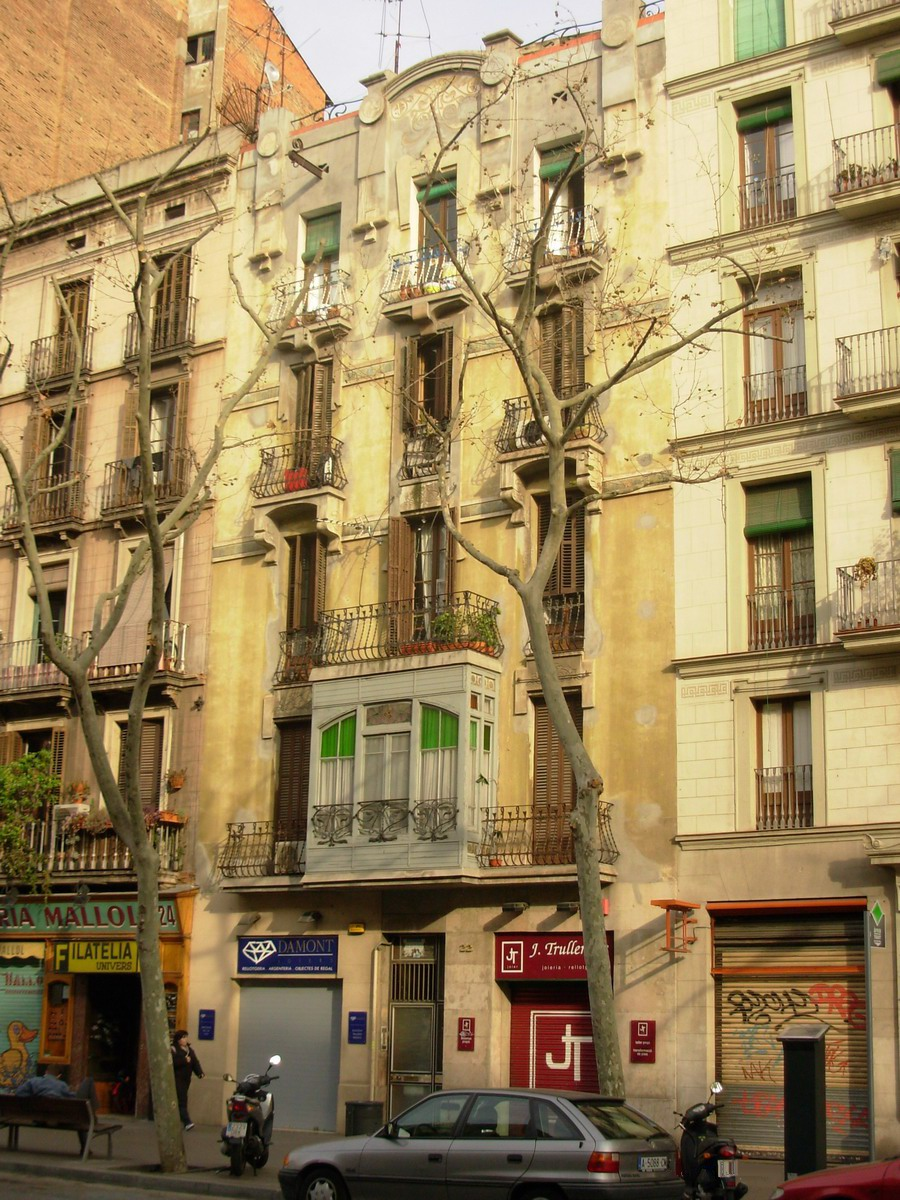
Ronda de Sant Antoni

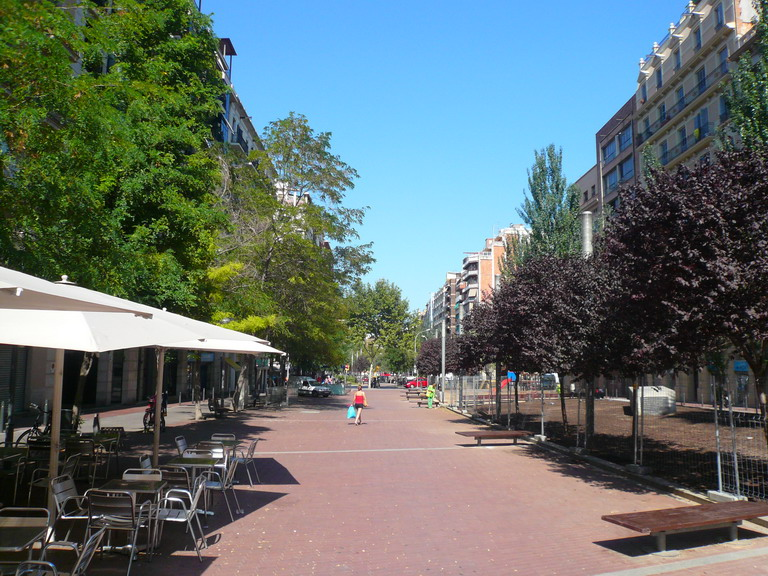
Avinguda de Mistral

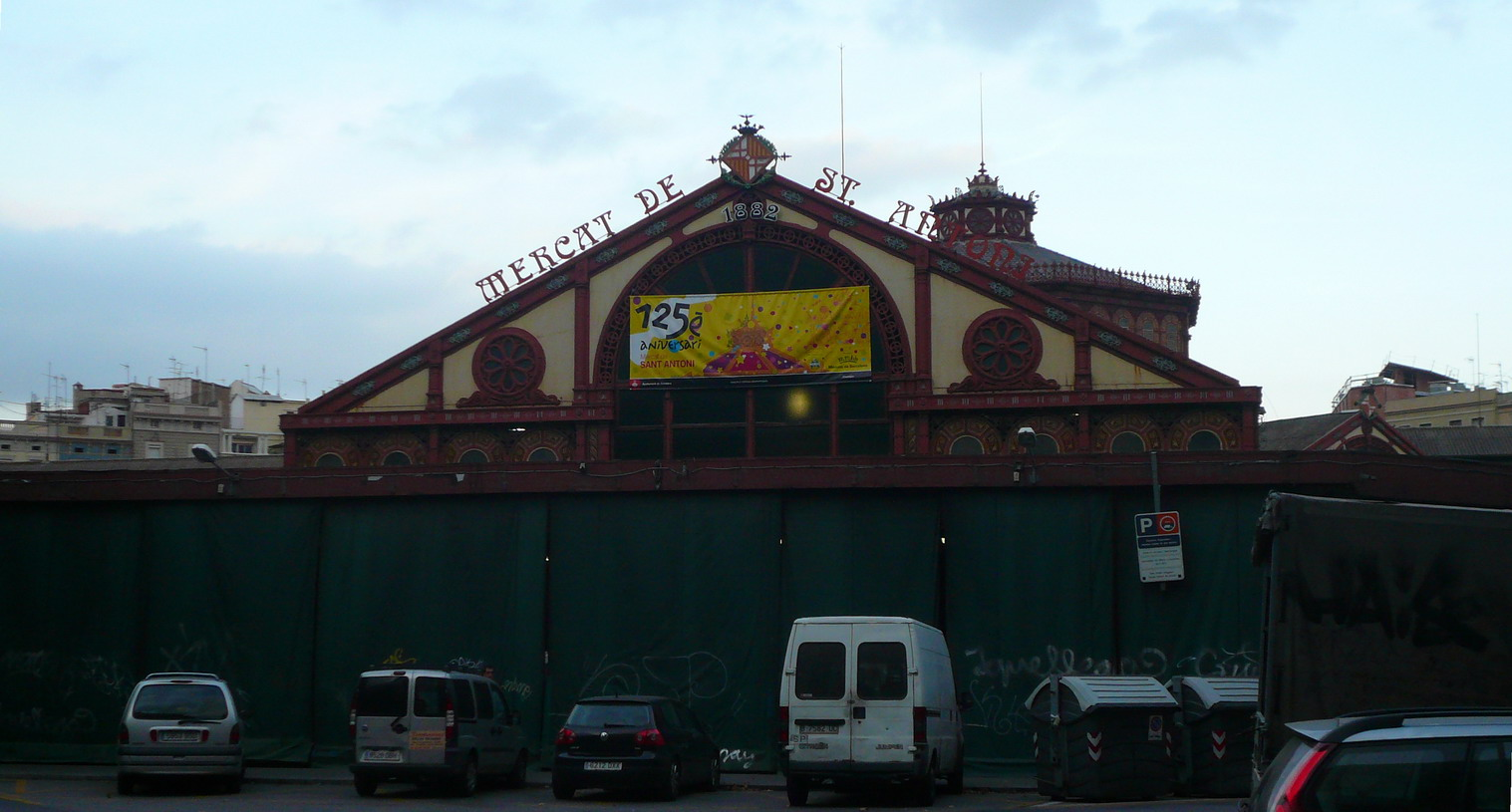
Mercat de Sant Antoni

Sant Antoni is een buurt in het district Eixample in Barcelona. Het informele centrum, de markt van Sant Antoni ontworpen door Antoni Rovira i Trias en gebouwd tussen 1872 en 1882, is een van de oudste en meest populaire plaatsen in de stad. De buurt grenst aan L'Antiga Esquerra de l'Eixample (aan de andere kant van de Gran Via de les Corts Catalanes), Raval (aan de andere kant van de Ronda de Sant Antoni) en Poble Sec (aan de andere kant van de Avinguda del Paral·lel). De straten van Sant Antoni volgen nagenoeg een rasterpatroon, behalve de Avinguda de Mistral, welke gebouwd is op de plaats waar voorheen een middeleeuwse weg lag. Een andere bekende locatie in Sant Antoni is de bar Els Tres Tombs, direct naast de Mercat de Sant Antoni.

## Vervoer
- metro van Barcelona stations Sant Antoni (aan L2), Urgell (aan L1), and Poble Sec (aan L3).